# Voratister panamensis
Voratister panamensis är en skalbaggsart som beskrevs av Helava 1989. Voratister panamensis ingår i släktet Voratister och familjen stumpbaggar. Inga underarter finns listade i Catalogue of Life.